# Fundação Benton
A Fundação Benton é uma organização sem fins lucrativos criada pelo ex-senador estadunidense William Benton, e por sua esposa, Helen Hemingway Benton. Atualmente, seu presidente e CEO é seu filho, Charles Benton.
A Fundação Benton foi a proprietária da Encyclopædia Britannica de 1943 até 1996, quando ela foi comprada por  Jacqui Safra.
Nos anos recentes, a fundação ficou mais conhecida pela defesa ao acesso digital e por exigir responsabilidade pública da mídia.